# Lyceum Alpinum Zuoz
Lyceum Alpinum Zuoz — школа-интернат в городе Цуоц в кантоне Граубюнден, Швейцария.

## История создания
Школа Alpinum Zuoz была основана в 1904 году как школа для мальчиков. Находится она в городе Цуоце и за более чем 100 лет своего существования превратилась в престижное учебное заведение международного типа. Сегодня здесь 40 % учащихся из Швейцарии, 35 % — из Германии, 25 % — из других стран мира. С самого первого дня своего существования школа нацелена на гармоничное интеллектуальное и духовное развитие личности: на развитие тела, духа и души. Известные выпускники школы: князь Лихтенштейна Ханс-Адам II, известные актёры и представители европейских артистических династий Гёц Георге, Иоганн Рапп (нем.) и Карлхайнц Бём, внук Фердинанда Порше Фердинанд Пиех, американский астроном Томас Голд и многие-многие другие.

## Месторасположение
Лицей Alpinum Zuoz находится в небольшом живописном местечке Цуоце — зимнем и летнем спортивном курорте — в трёх часах езды от Цюриха. История городка уходит в XII век: сегодня это хорошо сохранившийся и живописный средневековый городок-памятник архитектуры со всей современной инфраструктурой. Городок расположен в долине Энгандин, считающейся одним из лучших курортных мест Швейцарии, неподалёку от знаменитого горнолыжного курорта Санкт-Мориц.

## Учебная программа
Обучение в школе ведется по национальным стандартам Швейцарии или Германии, а также предлагается англоязычная программа среднего образования — IB. В школе есть и отделение профессионального образования — Бизнес школа, после окончания которой можно поступать в учебные заведения высшего профессионального образования. Все преподаватели являются носителями языка.